# 茂木沙月
茂木 沙月（もてき さつき、1960年7月27日 - ）は、日本の俳優。東京都出身。1979年から劇団フォーリーズ（現ミュージカルカンパニー イッツフォーリーズ）に所属。

## 出演

### 舞台
- いずみたく没30年「ぼくたちの音を楽しむ」(2022年 博品館劇場)
- ミュージカルリーディング「洪水の前」(2022年 アレイホール)
- Bookライブ「キeク〜ひとあし ひとあし〜」(2020年 絵空箱)
- ミュージカル「ナミヤ雑貨店の奇蹟」(2020年 俳優座劇場)
- ミュージカルコメディ「死神」(2018年 シアター1010)
- 音楽劇「秋に咲く桜のような」(2017年)
- ミュージカル「見上げてごらん夜の星を」(2017年)
- ミュージカル「天切り松 人情闇がたり」(2016年)
- ミュージカル「牡丹さんの不思議な毎日」(2014年)
- ミュージカル「歌のことづて」(2012年)
- ファンタジーミュージカル「霧のむこうのふしぎな町」(2012年)
- ミュージカル「野菊の墓」(2010年)
- JAPAN MOBILITY SHOW「トーキョーフューチャーツアー」(2023年 東京ビッグサイト)
- 思考動物「Machi Note マチノオト」(2022年 絵空箱)
- 思考動物 「私とひかりと父と母」(2018年 日暮里d-倉庫)

### テレビ
- 連続テレビ小説 あんぱん 98回、99回、100回（2025年、NHK総合）
- WOWOW連続ドラマW「鵜頭川村事件」(2022年)
- BS日テレ「Memories〜看護師たちの物語〜」(2021年)
- BS日テレ「BS笑点ドラマスペシャル  五代目三遊亭圓楽 」(2019年)
- BS朝日「昭和偉人伝 長門裕之　津川雅彦編」(2018年)

### CM
- センチュリー21「憧れの先輩」編(2025年)
- オリックス生命「終身保険・死亡保険」編(2024年)
- ハウス食品 バーモントカレー「だって旬なんだもん」編(2024年)
- マクドナルド　マックフライポテト「 I LOVE ポテト」編(2023年)
- 日清製粉ミュージアム(2023年、WEB-CM）
- JT 事業ムービー(2019年)
- キリン企業広告 サッカー「We 're the same boat出航編」(2018年)
- 大塚製薬 「ポカリスエット Jump編」(2015年)

### その他
- 星野源-生命体 Official Video (2023年)
- SNSドラマ「リスタートの女神様」第5話(2025年)